# Camerún británico
El Camerún británico era un territorio del mandato británico en el África Occidental, formado por el Camerún del Norte y el Camerún del Sur. Hoy, el Camerún septentrional forma parte de los estados de Borno, Adamawa y Taraba de Nigeria, mientras que el Camerún meridional forma parte de las regiones del noroeste y suroeste de Camerún.

## Historia
La zona del actual Camerún fue reclamada por Alemania como un protectorado durante el reparto de África al final del siglo XIX (tras la Conferencia de Berlín). Durante la Primera Guerra Mundial fue ocupado por las tropas británicas, francesas y belgas, que tras el final de la misma pasó a formar parte del mandato de Gran Bretaña y Francia. Estos países se enfrentaron por esta área, y en 1922 el Reino Unido recibió de la Sociedad de Naciones una pequeña parte para administrarla como un mandato (Trust Territory) en tanto Francia recibió una porción más grande conocida como Camerún francés. El territorio británico se administró en dos zonas, Camerún del Norte y Camerún del Sur; Camerún del Norte constaba de dos partes no adyacentes, divididas por las fronteras de Nigeria y Camerún.

Camerún entre 1901-1972
Kamerun alemán
Camerún británico (Septentrional y Meridional)
Camerún francés
República de Camerún

Cuando la Sociedad de Naciones dejó de existir en 1946, la mayoría de los territorios bajo mandato fueron reclasificados como territorios en fideicomiso de la ONU, en adelante administrados a través del Consejo de Administración Fiduciaria de dicha organización. El objeto de la tutela era preparar las tierras para la eventual independencia. Las Naciones Unidas aprobaron los acuerdos de administración fiduciaria para que el Camerún británico fuera gobernado por Gran Bretaña el 6 de diciembre de 1946.
El Camerún francés obtuvo la independencia en enero de 1960, y Nigeria logró la independencia ese mismo año, lo que planteó la cuestión de qué hacer con el territorio británico. Como colonizadores de Nigeria, los británicos deseaban que los dos se unieran. Después de algunos debates (que venían sucediendo desde 1959), se decidió convocar un referéndum, que se celebró el 11 de febrero de 1961. La mayoría musulmana de la zona norte optó por la unión con Nigeria y la zona sur votó por la unión con Camerún. No se dio ninguna opción para la independencia británica de Camerún. La fuerza impulsora de la unificación del este y el sur de Camerún fue Ahmadou Ahidjo y el Partido Democrático Nacional de Kamerun (KNDP), ya que los franceses no estaban preocupados porque el sur de Camerún no se alineaba con la comunidad francesa establecida.
Tras la reunificación con el Camerún francés, los cameruneses anglófonos “constituían alrededor del 20 % de la población federal… sus homólogos franceses constituían una mayoría del 80 %”.
El norte de Camerún se convirtió en la provincia de Sardauna de Nigeria del Norte el 1 de junio de 1961, mientras que Camerún del Sur se convirtió en Camerún Occidental, un estado constituyente de la República Federal de Camerún, ese mismo año, el 1 de octubre de 1961.